# 福岡県町村会汚職事件
福岡県町村会汚職事件（ふくおかけんちょうそんかいおしょくじけん）とは福岡県内の地方自治体に絡む汚職事件。

## 概要
福岡県町村会幹部が2002年から2008年までの約6年間に架空の請求書を提出する等の方法によって総額約1400万円の裏金を捻出し、一部を町村会幹部が遊興費に浪費する一方で700万円を福岡県町村会として中島孝之福岡県副知事ら福岡県幹部への接待費に費やした。接待費は主に高級クラブやマージャン店などでの飲食代、ゴルフ、プロ野球観戦のチケット代の支払いの肩代わりに使用した。
また、2007年8月7日に中島孝之福岡県副知事は後期高齢者医療制度を運営する広域連合の議員定数や事務局経費の負担金について市側よりも町村側に有利になるよう便宜を図る目的で添田町長だった山本文男福岡県町村会会長から現金100万円を受け取った。

## 捜査
2009年11月に福岡県町村会の不正経理事件が明らかになり、さらに福岡県副知事が絡む贈収賄事件に発展した。福岡県警察の捜査の結果、福岡県副知事や添田町長を含め、計5人が収賄罪・贈賄罪・詐欺罪で逮捕、起訴された（詐欺事件の立件対象被害金額は287万円）。

## 関係者の処分
2009年12月21日、中島孝之福岡県副知事が「県政に対する信頼を損なった。道義的な責任をとりたい」として辞任した。
また、中島孝之福岡県副知事以外に接待を受けた福岡県幹部4人は立件されなかったものの福岡県職員倫理規則に違反したとして、事件発覚時に退職していた福岡県企画地域振興部長を除き、福岡県市町村支援課長に減給10％（3カ月）、福岡県商工部長と福岡県商工部副理事に戒告処分がそれぞれ下された。
2010年7月5日、山本文男添田町長は添田町議会に辞職願を提出した。起訴後、福岡県町村会会長を辞任すると同時に全国町村会長も失職したが「町には迷惑をかけていない」として引き続き添田町長を務めていた。そういった中で添田町の住民団体がリコール請求に必要な有権者数の署名を集めて添田町選挙管理委員会に提出していた。そのため、8月にリコール（解職請求）の是非を問う住民投票が実施される予定だった。
なお、山本は公判中に「新たな農林業と観光振興策を後任に引き継ぎたい」として自身の辞職に伴う町長選挙に出馬したが、町民参加の「町政刷新まちづくり会議」の創設など町政の再生を訴えた前添田副町長に敗れている。

## 再発防止に向けて
福岡県町村会は今回の事件を受けて「外部監事導入など組織の改革、改善に全力で取り組む」と表明した。また、一連の事件の背景を調査するために調査委員会を設置し、併せて町村会組織を見直す検討委員会も設置する方針を決定した。
2010年3月26日、麻生渡県知事は副知事の倫理確立を掲げた「副知事倫理条例」に関連する条例案を福岡県議会に提出、賛成多数で可決された。条例には、権限を行使する相手方から接待を受けることを禁止し、問題行動が疑われた場合などに事実関係を調査する調査委員会の設置や、資産公開の義務付けも盛り込んだ。
2010年11月、福岡県町村会は以下の4団体を統合して事務処理を集約する新組織「福岡県統合組合」（仮称）を設立する方針を固めた。
- 県自治会館管理組合

- 県市町村職員退職手当組合

- 県市町村消防団員等公務災害補償組合

- 県市町村災害共済基金組合

設立にあたって、管理者の監督権限や職員の責任が不明確で、金銭の管理も不透明だったことが今回の事件の背景と判断。これらの改善策として4団体の業務を兼務する全職員を統合組合に所属させて組織を一体的に運用することを考案した。これにより、管理者が1人となって監督権限が明確になり、組織運営の効率化を図ることができるとした。また、人件費や総務関係費なども削減されるため、財政の透明化も期待できると見ている。

## 裁判
福岡県町村会事務局次長ら2人の裁判
2010年2月12日、福岡地裁（杉本正則裁判官）で初公判が開かれ、2人は起訴事実を認めた。
2010年5月14日、福岡地裁（杉本正則裁判官）は「だまし取った金を県幹部らの接待に使うなど地方行政をゆがめた」として以下の判決を言い渡した。
- 福岡県町村会事務局次長 - 懲役3年・執行猶予4年（求刑：懲役3年、詐欺罪）[27]
- 福岡県町村会業務課参事 - 懲役3年・執行猶予4年（求刑：懲役3年、詐欺罪）[27]

中島孝之福岡県副知事ら3人の裁判
2010年6月9日、福岡地裁（田口直樹裁判長）で初公判が開かれ、3人はいずれも起訴事実を認めた。
2010年10月20日、福岡地裁（田口直樹裁判長）は「安易に100万円を収受し、県公務員の中でもとりわけ公正さが求められる副知事の職務への信頼を大きく傷つける行為で、責任は重い」などとして以下の判決を言い渡した。
- 中島孝之福岡県副知事 - 懲役2年・執行猶予3年、追徴金100万円（求刑：懲役2年、追徴金100万円、収賄罪）[29]
- 山本文男添田町長・福岡県町村会会長 - 懲役1年・執行猶予3年（求刑：懲役1年、贈賄罪）[29]
- 福岡県町村会事務局長 - 懲役1年・執行猶予3年（求刑：懲役1年、贈賄罪）[29]

判決では中島について「副知事という要職にありながら、町村会への便宜の謝礼と知って安易にわいろを受け取り、職務への信頼を傷つけた」と非難。一方で「自らわいろを要求したり、私的利益のために不正な職務行為を行ったりしたわけではない」として執行猶予付きの懲役刑が妥当と結論付けた。
山本については「県と町村の不正な結びつきを疑わせかねない。（県の後期高齢者医療制度を巡り）町村会の立場を考慮した取り計らいなどを求めたが、不正な職務行為を求めたものではない」として執行猶予付きの懲役刑が妥当と結論付けた。
この判決に対して検察側、弁護側双方が控訴しなかったため、控訴期限を迎えた11月5日午前0時をもって判決が確定した。